# Ambient before the Trigger (Live at Trigger In The Box 2019)
「Ambient before the Trigger (Live at Trigger In The Box 2019)」（アンビエント・ビフォアー・ザ・トリガー ライヴ・アット・トリガー・イン・ザ・ボックス にせんじゅうきゅう）は、日本のロックバンド・L'Arc〜en〜Cielのギタリスト、Kenの配信限定楽曲。2020年11月28日発売。発売元はDanger Crue Records。

## 解説
2010年発表のミニアルバム『The Party』以来約10年ぶりとなる新譜で、Ken名義で初となる配信限定楽曲。2020年11月28日に、Kenのソロワーク作品が単曲配信・各種サブスクリプションサービス配信（定額制音楽配信）されたことに合わせ、この曲がデジタルリリースされている。
表題曲「Ambient before the Trigger (Live at Trigger In The Box 2019)」は、2019年12月28日に国立代々木競技場 第一体育館で開催されたライヴイベント「MUCC Presents Trigger In The Box」において披露されたアンビエントセッションのライヴ音源となっている。Kenは前述のライヴイベントに、Ken -Ambient before the Trigger-名義で出演しており、圭（BAROQUE）をゲストに迎えて前記のセッションを披露していた。
なお、この曲はアルバム『IN PHYSICAL』に収録された「Repose in Sound Sleep」以来となるインストゥルメンタルであり、50分近い長さのある音源になっている。作風はタイトルが表す通り、アンビエント作品に仕上げられている。

## 収録曲
| #  | タイトル                                                         | 作詞 | 作曲 | 時間  |
| -- | ---------------------------------------------------------------- | ---- | ---- | ----- |
| 1. | 「Ambient before the Trigger (Live at Trigger In The Box 2019)」 |      | Ken  | 49:29 |